# Gencsapáti felső megállóhely
Gencsapáti felső megállóhely egy Vas vármegyei vasúti megállóhely Gencsapáti településen, a GYSEV üzemeltetésében. A település északi részét alkotó Gyöngyösapáti településrész központja közelében helyezkedik el, közúti megközelítését egy, a 8721-es útból kiágazó rövid önkormányzati út teszi lehetővé.

## Vasútvonalak
A megállóhelyet az alábbi vasútvonalak érintik:
- Szombathely–Kőszeg-vasútvonal

## Kapcsolódó állomások
A megállóhelyhez az alábbi állomások vannak a legközelebb:
- Gencsapáti alsó megállóhely (Szombathely–Kőszeg-vasútvonal)
- Gyöngyösfalu megállóhely (Szombathely–Kőszeg-vasútvonal)

## Forgalom
| Járat        | Útvonal | Gyakoriság   |
| ------------ | --- | ------------ |
| személyvonat | Szombathely – Kámon – Gencsapáti alsó – Gencsapáti felső – Gyöngyösfalu – Lukácsháza alsó – Lukácsháza – Kőszegfalva – Kőszeg | 1-2 óránként |